# Azanus soalalicus
Azanus soalalicus är en fjärilsart som beskrevs av Karsch 1900. Azanus soalalicus ingår i släktet Azanus och familjen juvelvingar. Inga underarter finns listade i Catalogue of Life.